# PNB Banka
PNB Banka — бывший частный латвийский банк, предоставлявший услуги населению и коммерческим структурам. Создан 29 апреля 1992 года, занимал 6-е место по размеру активов среди банков Латвии. На ноябрь 2018 года банк располагал более 40 филиалами по всей Латвии. Группа PNB через дочерние предприятия работает в России и Великобритании.
В сентябре 2019 года банк был признан неплатёжеспособным.
Прежние названия: Latvijas starptautiskā biržu banka, Latvijas ekonomiskā komercbanka, Lateko banka, Norvik Banka.

## Акционеры и руководство
В декабре 2013 года 50 % плюс одну акцию Norvik banka приобрёл партнёр лондонского инвестиционного фонда G2 Capital Partners Григорий Гусельников. После завершения сделки у Юрия Шапурова осталось 18,4 % акций, у остальных акционеров — в общей сложности 31,6 % акций банка. К июлю 2014 Гусельников нарастил долю в капитале до 83,63 %.
Латвийский банк в октябре 2014 стал владельцем 97,75 % акций кировского регионального банка ОАО «Вятка-банк», конечными бенефициарами которого с конца 2010 года также являлись Григорий Гусельников и его отец Александр Гусельников. «Вятка-банк» остался самостоятельным юридическим лицом, российским налоговым резидентом и сохранил существующий бренд. Российское подразделение принесло Norvik Banka убыток по итогам 2014 года из-за девальвации рубля и роста отчислений в резервы. В конце апреля 2015 года было утверждено решение об увеличении уставного капитала «Вятка-банка» на 1,4 млрд рублей через допэмиссию акций по закрытой подписке в пользу Norvik Banka, семьи Гусельниковых и ряда топ-менеджеров банка. По данным на 1 июня 2015 года, нетто-активы «Вятка-банка» — 15,48 млрд руб. (206-е место в России), капитал (рассчитанный в соответствии с требованиями ЦБ РФ) — 2,62 млрд, кредитный портфель — 6,23 млрд, обязательства перед населением — 8,88 млрд.
Чуть ранее основной акционер вложил в основной капитал Norvik Banka 69,64 млн евро, после увеличения капитала оплаченный основной капитал Norvik Banka составил 123,1 млн евро.
В сентябре 2015 американский инвестбанкир Девон Арчер стал миноритарием банка, выкупив 6,1 % за 8 млн евро. Известно, что до сделки 92,89 % банка принадлежали семье Гусельникова. Девон Арчер также в ноябре выкупил контрольный пакет в предприятии по производству ветряной энергии SIA Winergy. Вслед за этим последовало соглашение о прекращении многолетнего конфликта и реструктуризации кредитов, которые ранее были выданы банком на развитие ветропарка Winergy в Вентспилсском крае.
Заместителем председателя совета банка с января 2018 года является экс-генеральный секретарь НАТО Андерс Фог Расмуссен, в совете также начал работать экс-глава Федеральной разведывательной службы Германии Август Ханнинг. В начале 2018 года Григорий Гусельников вывел «Вятка-банк» из собственности Norvik Banka, тем самым получив прямой контроль над российским банком. В ноябре 2018 года в рамках реализации стратегии банка, Norvik Banka изменил название на PNB Banka.
Последним руководителем банка являлся Оливер Брамвелл Покинул пост 30 июля 2019 года.
В июне 2019 года Григорий Гусельников продал контрольный пакет акций PNB Banka. Одним из новых совладельцев стал миллиардер Роджер Тамраз (Roger Edward Tamraz) (США), ему принадлежит 9,99 % акций. Новый владелец пообещал вложить в банк 176 миллионов евро.
По мнению Комиссии рынка финансов и капитала, сделка по продаже банку Тамразу не была оформлена должным образом и являлась «не оконченной»: согласно требованиям КРФК, новых владельцев должен подтвердить регулятор. Тем не менее, КФРК была согласна, что сделка произошла и передача акций от Гусельникова к Тамразу и партнёрам состоялась.

## Санкции
19 июля 2017 года Norvik banka был оштрафован за недостатки в "изучении клиентов и надзоре за сделками, в результате чего банк использовался для того, чтобы обходились санкции против КНДР", а также за необеспечение работы системы внутреннего контроля" на 1 324 667 eвро.  Тем же решением Комиссии рынка финансов и капитала был оштрафован латвийский Rietumu banka.
В феврале 2018 года Григорий Гусельников дал интервью Associated Press, в котором заявил, что глава Банка Латвии Илмар Римшевич через доверенное лицо с 2015 года настойчиво требовал взятки у Norvik banka и хотел вынудить его отмывать деньги. В тот же период Norvik banka подал в международный арбитражный суд иск против Латвийского государства, в котором утверждалось, что бывший администратор неплатежеспособности Марис Спрудс и высокопоставленный работник финансового сектора (имелся в виду Римшевич) вымогали взятки, чтобы Комиссия рынка финансов и капитала не оказывала давление на банк.

## Финансовые показатели
Банк завершил 2015 год с неаудированными убытками в размере 10,395 млн евро — в 4,2 раза меньше, чем в 2014 году. Убытки банковской группы сократились на 30,4 % — до 12,374 млн евро. Прибыль банка до снижения стоимости активов, списания непрофильных инвестиций и уплаты налогов в 2015 году составила 18,591 млн евро (в 2014 году — 8,702 млн еврo). Показатель достаточности капитала банка в конце 2015 года достиг 16,48 % (в конце 2014 года — 14,48 %). Объём активов банка на 30 июня 2015 году года составил 1,001 млрд евро, увеличившись в течение первого полугодия 2015 увеличился на 25 %.
В последнем завершённом финансовом году деятельности банка (2018) его прибыль составила 1,1 миллиона евро при чистом доходе  35,4 миллиона евро (в 2017 году — 44,5 миллиона евро). На  28% уменьшился по сравнению с показателями на 31 декабря 2017 года общий объем активов, составив 569,5 миллиона евро, и на 16%  — кредитный портфель (на конец 2018 года он составил 179,2 миллиона евро. Коэффициент достаточности капитала Банка за 2018 год также снизился до 12,48%, по сравнению с 14,24% в 2017 году.
Уменьшение прибыли на 20% руководство банка связывало с новыми требованиями латвийских надзорных органов, на что указало в иске в Конституционный суд, оспаривая увеличение сборов с кредитных учреждений на содержание Комиссии рынка финансов и капитала и указывая на то, что привязка этих сборов к объёму активов отрасли до 0,0106 % от их среднеквартального объёма обусловлена исключительно оттоком капитала из Латвии в связи с затеянной банковской чисткой. Истец указывал, что сборы на содержание Комиссии увеличиваются только с банков, что противоречит ст. 91 Конституции, утверждающей принцип равноправия. Конституционный суд в иске отказал уже после аннулирования лицензии банка, 20 февраля 2020 года.
12 сентября 2019 года банк был признан неплатёжеспособным. Администратором был назначен Виго Крастиньш.

## Ликвидация банка
Европейский Центробанк  аннулировал лицензию PNB 17 февраля 2020 года.
Администратор при помощи привлечённых аудиторов из Ernst & Young Baltic пришел к выводу, что реальная стоимость активов существенно ниже указанной в отчетах банка и составляет всего 282 млн.
Предъявленный до 19 декабря 2019 года объем требований составил 452 млн евро, затем он вырос до 465 млн и продолжает расти, так как это не запрещено. До 31 августа 2020 года администратор признал долги на сумму 395,4 млн. евро. Кредиторы первой очереди попросили 208,5 млн евро, второй – 74,8 млн, третьей – 1.3 млн, кредиторов  4-6 очереди не выявлено,  а попавшие в очередь с седьмой по десятую позицию попросили 110 млн 890 тысяч 630 евро и 55 центов.
Подсчет баланса выявил в банке недостачу в 200 миллионов евро, которую администратор неплатежеспособности банка Виго Крастыньш  попытался возложить на высших должностных лиц, в том числе членов совета Расмуссена и Ханнинга. Против членов совета и правления подан иск о взыскании убытков в размере свыше 32 млн евро. Крастыньш также попытался наложить арест на российские активы Г.Гусельникова, но арбитражный суд Москвы в его иске об обеспечении отказал, сочтя аргументы латвийского юриста недостаточными и предположительными.
1 ноября 2021 Ханнинг дал интервью Bild, обвинив во взяточничестве министра юстиции Латвии Я.Борданса и председателя Юридической комиссии Сейма Ю.Юраша, получивших 500 000 евро за попустительство Г.Гусельникову, который, зная о проблемах банка, вывел из него многомиллионные суммы. Он также предположил, что к банкротству банк толкнула передача его из-под надзора Банка Латвии под надзор Европейского центрального банка, проявившего  «странный интерес к тому, чтобы довести PNB banka до банкротства». Хaннинг сказал Bild, что он и Расмуссен полагали, что находятся в нормальной стране ЕС, где законодательство ЕС и банков в силе, а им выставили счет за ограбление банка, санкционированное государством. Ханнинг подал встречные иски против всех вовлеченных в дело сторон, включая Администрацию неплатежеспособности. Он сомневается в объективном рассмотрении выдвинутого против себя иска, поскольку ему отказывают в доступе к банковским документам, а следовательно, лишают равного права на защиту.

## Общественные инициативы
В марте 2014 банк инициировал «Латвийский марафон Википедии» с целью значительного увеличения количества статей в латышском разделе энциклопедии. Планируется, что марафон поможет к столетию республики в 2018 году довести число статей до 100 тысяч, тогда как на момент старта их было 59 тысяч.
На протяжении сезона 2014—2015 банк являлся генеральным спонсором латвийского биатлониста Андрея Расторгуева.
В 2017 году, делая вклад в мировое продвижение латвийской культуры, банк поддержал премьеру спектакля «Бродский/Барышников» в Лондоне.
С 2017 года является официальным банком фестиваля технологий, стартапов, политики и стиля жизни Digital Freedom Festival.